# Камкин, Александр Васильевич
Александр Васильевич Камки́н (14 февраля 1950, Вологда — 10 декабря 2017, Вологда) — российский историк и культуролог. Доктор исторических наук (1994), профессор (1996), член-корреспондент РАЕН (1997), заведующий кафедрой теории, истории культуры и этнологии Вологодского государственного университета (с 2001 года).

## Биография
Родился в Вологде 14 февраля 1950 года в семье машиниста паровоза и акушерки, был четвёртым ребёнком. Семья жила на окраине города на улице Локомотивной (дом № 14), где селились железнодорожники. Учился в школе № 1 СЖД на Школьном переулке, а после её расформирования — в школе № 29 города Вологды. После окончания школы поступил в Вологодский государственный педагогический институт на историко-филологический факультет (отделение истории), где учился в 1967—1971 годы. Будучи студентом, уже подрабатывал в родной школе учителем изобразительного искусства и истории. После окончания института работал учителем школы № 29 города Вологды, преподавал историю, обществоведение и изобразительное искусство.
С 1977 года начал работу на кафедре истории СССР ВГПИ, где занимал должности ассистента, старшего преподавателя (с 1980), доцента (с 1985), профессора (с 1995). В 1985—1989 годах избирался деканом исторического факультета. С 2001 года — основатель и заведующий кафедрой теории и истории культуры и этнологии Вологодского государственного педагогического университета, которая готовит специалистов-культурологов.
В студенческие годы начал заниматься научной работой под руководством известного историка профессора П. А. Колесникова. Участвовал в работе ряда конференций, в 1970 году опубликовал первую научную статью. В 1983 году, после окончания аспирантуры в Институте истории СССР АН СССР защитил кандидатскую диссертацию «Правосознание и правотворчество государственных крестьян Европейского Севера в XVIII веке», в 1993 году — в Институте этнологии и антропологии РАН защитил докторскую диссертацию «Традиционные крестьянские сообщества Европейского Севера России в XVIII веке».
Жена — этнолог, кандидат исторических наук Ирина Валентиновна Спасенкова. От совместного брака есть дочь.
Скончался после продолжительной болезни 10 декабря 2017 года, похоронен на Пошехонском кладбище Вологды.

## Общественная и научная деятельность
Участник многих конференций, симпозиумов и коллоквиумов историков, этнологов, культурологов, педагогов. С 1998 года постоянный участник российско-французского коллоквиума по проблемам русской культуры (Сорбонна). Председатель Северного отделения Археографической комиссии РАН, председатель Вологодского общества историков-архивистов, сопредседатель Вологодского общества изучения Северного края (ВОИСК).
В 1994 году заложил традицию проведения Дмитриевских чтений, проводимых в Спасо-Прилуцком монастыре.
Научные интересы были направлены на изучение традиционной культуры «Русского Севера», охватывающего современные Архангельскую, Вологодскую, Мурманскую области, а также республики Коми и Карелию. Исследовал социальные институты такие как общину, церковные приходы, волости в XVIII—XX веках, историю повседневности русской провинции нового и новейшего времени, православную традицию. По данной проблематике опубликовано более 60 статей, осуществлено научное руководство 9 кандидатскими диссертациями. Автор более 240 научных работ, пяти книг и шести учебников. Работы А. В. Камкина публиковались как в России, так и за рубежом.

### «Истоки»
В 1995 году начал работу над серией учебных пособий для школы под общим названием «Истоки». На данный момент изданы учебники для 2-8 классов общим тиражом 75 тысяч экземпляров. Учебники раскрывают мир отечественной культуры, его духовно-нравственных ценностей и в то же время показывают взаимодействие культур, универсальную значимость универсальных категорий культуры: семья, мир, дом, книга, любовь, вера, родные просторы, труд земной и т. п. Они используются в школьной практике Вологодской и в других субъектах Российской Федерации.

## Награды
- Медаль ордена «За заслуги перед Отечеством» II степени (28 декабря 2000 года) — за большой вклад в укрепление гражданского мира и возрождение духовно-нравственных традиций[5].
- Указом Патриарха Московского и всея Руси в 2000 награждён медалью и орденом преподобного Сергия Радонежского II степени.
- «Почётный архивист»
- «Отличник просвещения»

## Публикации
- «Общественная жизнь северной деревни в XVIII веке» (1990);
- «Православная Церковь на севере России. Очерки истории до 1917 года» (1992);
- «Крестьянский мир на Русском Севере» (1995);
- «Православная церковь на севере России» переведена на немецкий язык и в 1998 издана в Германии.

## Труды
- Правосознание и правотворчество государственных крестьян Европейского Севера (вторая половина XVIII века). Автореф. дис. канд. ист. наук. Л., 1983;
- О типологии крестьянского правотворчества (по материалам наказов государственных крестьян Европейского Севера в Уложенную комиссию 1767 г.) // Проблемы общественно-политического развития и классовой борьбы в России XVII—XVIII вв. — М., 1983;
- История северного крестьянства. Т. I. Архангельск, 1984 (разделы «Новое в правовом статусе категорий крестьянства», «Отношение крестьянства к государству. Крестьянское правосознание»);
- Правосознание государственных крестьян второй половины XVIII века (по материалам Европейского Севера) // История СССР. — 1987. N 2;
- Отчеты вологодских благочинных (материалы к церковной истории Вологды). Публикация И. В. Спасенковой и А. В. Камкина — Вологда. Историко-краеведческий альманах. Вып. I. — Вологда, 1994 Архивная копия от 14 февраля 2009 на Wayback Machine
- Общественное служение как фактор духовной культуры северорусского крестьянства // Взаимосвязи города и деревни в их историческом развитии. — М., 1989;
- Вопросы истории церкви в школьном краеведении. — Вологда, 1990;
- Общественная жизнь северной деревни XVIII века: (Пути и формы крестьян. обществ. служения): Учеб. пособие / Вологод. гос. пед. ин-т, Вологод. пробл. об-ние по агр. истории Европ. Севера СССР.- Вологда: ВГПИ: ВППО, 1990(1991). — 95, Архивная копия от 21 ноября 2010 на Wayback Machine
- Православная церковь на Севере России. Очерки истории до 1917 года: Любителю старины. Краеведу. Учителю. Студенту / Ин-т этнологии и антропологии РАН.- Вологда: ВГПИ, 1992.- 162с. Архивная копия от 20 ноября 2010 на Wayback Machine
- Традиционные крестьянские сообщества Европейского Севера России в XVIII веке. Автореф. дис. докт. ист. — М., 1993;
- Сельский приход Севера // Север. 1994. N 1;
- Вологда 1780-х годов в описаниях современников // Вологда. Историко-краеведческий альманах. Вып. I. — Вологда, 1994 Архивная копия от 17 октября 2011 на Wayback Machine
- Иван Чупров — крестьянский общественный деятель эпохи просвещенного абсолютизма // Культура эпохи Просвещения. — М., 1993;
- Северорусский сельский приход XVIII века: пространство, населенность, клир // Культура Русского Севера. — Вологда, 1994;
- Крестьянский мир на Русском Севере (материалы по истории северорусских крестьянских сообществ XVIII века): Учеб. пособие / Вологод. гос. пед. ун-т, Северное отд-ние археогр. комиссии РАН. — Вологда: Русь, 1995. — 96с. Архивная копия от 20 ноября 2010 на Wayback Machine
- Сельские православные приходы Русского Севера // Религия и церковь в культурно-историческом развитии Русского Севера. * Т. I. — Киров, 1996;
- Вологодская земля: из исторического опыта российской глубинки // Федерализм: теория, практика, история. — М., 1997;
- «Was für ein tiefer Glaube». Zur Geschichte der Russischen Orthodoxen Kirche in Russlands Norden. — Aussaat Verlag. Neukirchen-Vluyn. 1998;
- Социальная диакония в Русской православной церкви: страницы истории // Социальное служение Русской православной церкви: исторический опыт и современное состояние. — Сыктывкар, 1998;
- Le role de la paroisse orthodoxe rurale aux XVIII—XX siecles // Cahiers slaves. Civilisation Russe. N 2. 1999. Universite de Paris-Sorbonne (Paris-IV). — Paris, 1999;
- Сельский православный приход как явление духовной культуры Русского Севера XVIII—XIX вв. // Новгородский архивный вестник. Вып. 2. — Великий Новгород. 2000;
- Православие на Севере России в исследованиях 1989—2000 гг. // Региональные аспекты исторического пути православия: архивы, источники, методология исследований. — Вологда, 2001;
- О развитии программы «Истоки» // Народное образование. Российский общественно-педагогический журнал. — 2001. N 9.